# Robert Thomas
Pour les articles homonymes, voir Thomas.
Robert Thomas est un auteur dramatique, comédien, metteur en scène et réalisateur français, né le 28 septembre 1927 à Gap et mort le 3 janvier 1989 à Paris 16e.

## Biographie
À quatorze ans, Robert Thomas se découvre une passion pour le théâtre contemporain et moderne mais également la philosophie des Lumières. En trois ans, il lira toutes les pièces de théâtre publiées depuis 1900. En 1947, juste avant de passer son bac, il quitte sa famille avec une idée bien arrêtée : écrire et jouer la comédie à Paris. Il paye ses cours de comédie avec son salaire de télégraphiste et joue comme figurant dans plus de cinquante films. Il écrit la nuit sept pièces d’affilée qui seront toutes refusées.
En 1950, il fait son service militaire, puis court le « cacheton » sur Paris. Toutefois, il vient régulièrement à Rouen dans les années 1952 à 1955 assurer des revues au Nouveau-Théâtre (le Théâtre-Français a été complètement détruit par les bombes le 19 avril 1944) pendant plusieurs saisons sous la direction de Louis Stréliski et Lestély, joue quelques pièces — dont Il faut marier maman, Le Train pour Venise — avec Vudal G., directeur de troupe, auquel il proposera ses pièces. Robert Thomas côtoiera ainsi Noëlle Adam, Ginette Garcin, Mona Monick. Il ne quittera pas vraiment Paris. Il se présente à Pierre Dux qui l’engage dans Il faut marier maman, avec Denise Grey. Il commence ainsi une carrière dans le théâtre, jouant notamment dans La Main de César et Les Belles Bacchantes. Ses deux premières pièces, Huit Femmes et Madame Trait d'Union, sont enfin créées à Nice, en 1958 et 1959, mais sans véritable succès.
La ténacité de Robert Thomas sera récompensée avec sa huitième pièce. Retenue par un théâtre parisien, les Bouffes-Parisiens, Piège pour un homme seul, fait un triomphe le 28 janvier 1960, soir de la générale, et son auteur devient célèbre du jour au lendemain. L’histoire est celle d’un jeune homme en voyage de noces qui attend le retour de son épouse disparue depuis dix jours, à la suite d'une dispute. L’enquête de police piétine jusqu’à ce qu’une femme, qui se dit l’épouse recherchée, réintègre le domicile conjugal. Le mari a beau crier à l’imposture, les événements et plusieurs témoins confirment que la jeune femme est bien son épouse. Est-il fou ou une bande de malfaiteurs s’acharne-t-elle sur lui ?
Alfred Hitchcock, souhaitant acheter les droits d’adaptation de la pièce au cinéma, a même rencontré son auteur. Ce succès théâtral conforte Robert Thomas dans sa voie d’auteur dramatique. Dès lors, il se trouvera une spécialité en mariant l’intrigue policière au théâtre de boulevard.
L’année suivante, il reprend, en la réécrivant, sa première pièce, Huit femmes qui sera récompensée en 1961 par le prix du Quai des Orfèvres. Dans une maison isolée par la neige, les membres féminins d’une famille mènent leur propre enquête pour découvrir l’assassin du maître de maison, vraisemblablement l’une d’elles. Malgré les convenances et les courtoisies apparentes, elles se livrent, en huis clos, à un jeu de la vérité aussi implacable que pitoyable, révélant les faiblesses, les mensonges, les rancœurs cachées, n’épargnant aucune d’elles. La pièce sera adaptée au cinéma par François Ozon en 2002.
Robert Thomas a, en 1966, l’idée de réunir dans La Perruche et le Poulet le célèbre couple de l’émission radiophonique Sur le banc : Jane Sourza et Raymond Souplex. La standardiste d’un notaire s’apprête à fermer l’étude lorsqu’elle découvre son patron poignardé. Le temps que la police arrive sur les lieux, le cadavre disparaît. Y a-t-il eu crime ? Une cascade de surprises et un dénouement tout à fait imprévu prouveront au policier (« le poulet ») que la secrétaire bavarde (« la perruche ») avait raison. Ensemble, ils arrêteront le coupable…

Hasard des rencontres, Robert Thomas, toujours accompagné de son même ami, retrouvera quelques amis de Rouen, dont Monique Couturier alias Mona Monick devenue professeure d'art dramatique, en août 1988, au festival de Ramatuelle aux côtés de Jean-Claude Brialy et parlera de sa mort prochaine après avoir résumé sa vie en une phrase : 

« J'ai réussi, j'ai gagné beaucoup d'argent et j'ai su le garder ! — si un camion me roule dessus maintenant à 60 ans, j'aurai le temps de me dire que j'ai bien vécu ! »

Il promet de lui écrire des saynètes pour ses cours mais n'en aura pas le temps : il meurt quelques mois plus tard d’une crise cardiaque.
De 1970 jusqu’à sa mort en 1989, Robert Thomas fut le directeur du Théâtre Édouard VII. Il réalisa au cinéma pour Darryl Zanuck La Bonne Soupe (1963), Patate (1964), adapta ses pièces Les Bâtards, Freddy (1978), Princesse Baraka (1981). Il produisit et interpréta à la télévision la série télévisée Un curé de choc (1974), signa deux épisodes de L'inspecteur Leclerc enquête : Ma femme est folle et Les Jumelles (1962). On lui doit également, en tant que réalisateur,  Mon curé chez les nudistes (1982), Mon curé chez les Thaïlandaises (1983) et Les Brésiliennes du bois de Boulogne (1984).
Si certains critiques ont déploré chez Robert Thomas son manque de renouvellement, le fait d’avoir cherché son inspiration dans des adaptations, celui-ci a su introduire un ton original : l’esprit français, dans le domaine si particulier de la comédie policière qui semblait réservé aux seuls auteurs anglo-saxons. Avec des comédies à suspense d’un style gai et rapide, aux nombreux coups de théâtre et renversements de situation, il a renouvelé le genre, sans faire preuve d’aucune prétention sinon celle de divertir ses spectateurs.
Il est inhumé au cimetière de Montmartre (division 9).

## Théâtrographie

### En qualité d'adaptateur
- 1964 : Le Deuxième Coup de feu, mise en scène Pierre Dux, Théâtre Edouard VII, d'après le roman de Ladislas Fodor.
- 1969 : Un ami imprévu, adaptation de Unexpected Guest d'Agatha Christie, mise en scène Roland Piétri, Comédie des Champs-Élysées
- 1981 : Princesse Baraka, d’après L’Argent de la vieille de Luigi Comencini, mise en scène Jean-Luc Moreau, Théâtre Hébertot

### En qualité d'auteur
- 1958 : Huit Femmes, remaniée en 1961 mise en scène Jean Le Poulain, Théâtre Edouard VII
- 1962 : Piège pour un homme seul, mise en scène Jacques Charon, Théâtre de l'Ambigu
- 1965 : Assassins associés, mise en scène Jean Piat, avec Pierre Destailles, Pierre Doris, Henry Guisol, Florence Blot, Colette Gérard, Amarande, Robert Thomas et Hélène Duc, Théâtre du Palais-Royal
- 1968 : Freddy, avec Fernandel dans le rôle-titre[3].
- 1969-1970 : Le Marchand de soleil comédie musicale de Robert Manuel, livret de Robert Thomas, paroles de Jacques Mareuil, musique d'Henri Betti, avec Tino Rossi, Théâtre Mogador
- 1969 : La Poulette aux œufs d'or, mise en scène de l'auteur, Théâtre des Capucines
- 1970 : Double Jeu, mise en scène Jacques Charon, Théâtre Edouard VII.
- 1973 : Aurélia, mise en scène de l'auteur, Théâtre Daunou.
- 1974 : La Chambre mandarine, mise en scène François Guérin, Théâtre des Nouveautés.
- 1978 : Les Batards, mise en scène de l'auteur, Théâtre Daunou.

### En qualité de comédien
- 1951 : La Main de César d'André Roussin, mise en scène de l'auteur, Théâtre des Célestins, Théâtre de Paris
- 1957 : La Guerre du sucre de Robert Collon, mise en scène Yves Allégret, Théâtre des Bouffes-Parisiens
- 1962 : Piège pour un homme seul de Robert Thomas, mise en scène Jacques Charon, Théâtre de l'Ambigu
- 1963 : Piège pour un homme seul de Robert Thomas, mise en scène Jacques Charon, Théâtre des Bouffes-Parisiens
- 1964 : Le Deuxième Coup de feu de Robert Thomas, mise en scène Pierre Dux, Théâtre Edouard VII
- 1969 : La Perruche et le Poulet de Robert Thomas, mise en scène de l'auteur, réalisation Pierre Sabbagh, Théâtre Marigny
- 1971 : Piège pour un homme seul de Robert Thomas, mise en scène Jacques Charon, avec la participation de Peter Adam Coppens, Théâtre Edouard VII
- 1978 : Les Batards de Robert Thomas, mise en scène de l'auteur, Théâtre Daunou

### En qualité de metteur en scène
- 1968 : La Perruche et le Poulet de Robert Thomas, Théâtre des Nouveautés
- 1968 : Pic et Pioche de Raymond Vincy, Jacques Mareuil et Darry Cowl, Théâtre des Nouveautés
- 1969 : Le Deuxième Coup de feu de Robert Thomas, réalisation Pierre Sabbagh, (Au théâtre ce soir, Théâtre Marigny, réalisation Pierre Sabbagh)
- 1969 : La Perruche et le Poulet de Robert Thomas, (Au théâtre ce soir, Théâtre Marigny, réalisation Pierre Sabbagh)
- 1969 : La Poulette aux œufs d'or de Robert Thomas, Théâtre des Capucines
- 1970 : La Brune que voilà de Robert Lamoureux, (Au théâtre ce soir, Théâtre Marigny, réalisation Pierre Sabbagh)
- 1973 : Aurélia de Robert Thomas, Théâtre Daunou.
- 1978 : Les Batards de Robert Thomas, Théâtre Daunou.

## Filmographie

### En qualité de réalisateur
- 1963 : La Bonne Soupe
- 1964 : Patate
- 1978 : Freddy
- 1982 : Mon curé chez les nudistes
- 1983 : Mon curé chez les Thaïlandaises
- 1984 : Les Brésiliennes du bois de Boulogne, avec Chantal Ladesou et Marc de Jonge

### En qualité de scénariste
- 1961 : Pleins Feux sur l'assassin, de Georges Franju, scénario de Boileau-Narcejac, dialogue Robert Thomas.
- 1964 : Gibraltar, de Pierre Gaspard-Huit, scénario de Jacques Companeez, Jean Stelli et Robert Thomas, avec Gérard Barray, Elisa Montés, Hildegard Knef, Geneviève Grad .
- 1973 : La Belle Affaire, de Jacques Besnard, scénario de André Clair, Jean Halain et Robert Thomas, avec Michel Serrault, Rosy Varte, Michel Galabru, Paul Préboist, Ginette Leclerc, Raymond Gérôme, Daniel Prévost
- 1974 : Le Plumard en folie, de Jacques Lemoine, scénario de Rita Kraus, Jacques Lemoine et Robert Thomas, avec Alice Sapritch, Michel Galabru, Jacques Préboist, Paul Préboist, Jean Lefebvre.

### Télévision
Comédien pour Au théâtre ce soir
- 1969 : Le Deuxième Coup de feu de Robert Thomas, mise en scène de l'auteur, réalisation Pierre Sabbagh
- 1969 : La Perruche et le Poulet de Robert Thomas, mise en scène de l'auteur, réalisation Pierre Sabbagh
- 1970 : Les Assassins associés de Robert Thomas, mise en scène Jean Piat, réalisation Pierre Sabbagh
- 1972 : Double Jeu de Robert Thomas, mise en scène Jacques Charon, réalisation Pierre Sabbagh
- 1973 : La Poulette aux œufs d'or de Robert Thomas, mise en scène de l'auteur, réalisation Georges Folgoas
- 1979 : Les Bâtards de Robert Thomas, mise en scène de l'auteur, réalisation Pierre Sabbagh
- 1979 : Piège pour un homme seul de Robert Thomas, mise en scène de l'auteur, réalisation Pierre Sabbagh

### En qualité d'auteur adapté
- 1957 : La Nuit des suspectes (ou Huit femmes en noir), de Víctor Merenda, adaptation de Frédéric Dard, avec Geneviève Kervine , Christine Carère, Élina Labourdette, Béatrice Arnac, Yva Bella, Colette Régis, Anne Roudier, Guylaine Guy et Yves Massard.
- 1960 : Die Falle, téléfilm allemand de Roger Burckhardt, d'après Piège pour un homme seul, avec Valerie Steinmann, Gunther Malzacher, Paul Bösiger, Helen Hesse.
- 1975 : La Maison des renards, téléfilm de Michel Hermant, avec Jean-Claude Bouillon, Michel Aumont, Danielle Palmero.
- 1976 : One of My Wives Is Missing (en), téléfilm de Glenn Jordan, adaptation de Peter Stone (dit “Pierre Marton”) d’après Piège pour un homme seul, avec Jack Klugman, James Franciscus, Elizabeth Ashley[5].
- 1983 : Cherchez la femme, téléfilm de Alla Sourikova, adaptation de Svetlana Volodina d'après La Perruche et le Poulet, avec Sofiko Chiaureli, Leonid Kuravlyov, Sergey Yurskiy.
- 1986 : Ma femme a disparu (Vanishing Act), téléfilm de David Greene, adaptation de Richard Levinson et William Link d’après Piège pour un homme seul, avec Mike Farrell, Margot Kidder, Fred Gwynne, Graham Jarvis, Elliott Gould
- 2002 : Huit Femmes de François Ozon, avec Virginie Ledoyen, Danielle Darrieux, Firmine Richard, Catherine Deneuve, Emmanuelle Béart, Isabelle Huppert, Ludivine Sagnier, Fanny Ardant et Dominique Lamure.

Publié dans L’Avant-Scène Cinéma no 513, 06/2002, scénario de François Ozon et Marina de Van d’après la pièce éponyme.
Cinema russe et sovietique
- russe : Ichtchité jenchinou (en) (Cherchez la femme), l'adaptation de pièces La Perruche et le Poulet, mise en scène de Alla Sourikova, Mosfilm, 1982, 2 séries, 145 minutes
- russe : V ojidanii Elizabet (Dans l'attente d'Elizabeth), la télévision spectacle de l'adaptation de pièces Piège pour un homme seul, mise en scène de Evgeni Makarov, 1989, Lentelefilm, 72 minutes
- russe : Lovouchka dlia odinokogo moujtchiny (ru) (Piège pour un homme seul), l'adaptation de la pièce éponyme, mise en scène de Alexei Korenev, 1990, 87 minutes

## Publications
NB : date de première publication.

### Roman
- Piège pour un homme seul (Eurédif « Suspense poche » no 23, 1977, novélisation par l’auteur de sa pièce).

### Théâtre
- Piège pour un homme seul (in Paris-Théâtre no 164, 1960) et (in L'Avant-scène théâtre no 231, 15/11/1960)
- Huit femmes (in L’Avant-Scène Théâtre no 268, 01/07/1962, Prix du Quai des Orfèvres 1961)
- Le Deuxième Coup de feu (in L’Avant-Scène Théâtre no 327, 01/02/1965 / éd. rev. Librairie Théâtrale, 1976. D’après le roman de Ladislas Fodor)
- Assassins associés suivi de Deux chats et… une souris (in "L’Avant-Scène Théâtre" no 346, 01/12/1965)
- La Perruche et le Poulet (in À la page no 32, 02/1967, d’après Jack Popplewell) et ("L'avant-Scène Théâtre" no..375, 01/03/1967)
- Freddy (in L’Avant-Scène Théâtre no 423, 01/04/1969)
- Un Ami… imprévu (in L’Avant-Scène Théâtre no 430, 15/07/1969, adaptation de Unexpected Guest, pièce originale d' Agatha Christie)
- Double Jeu (in L’Avant-Scène Théâtre no 458, 15/10/1970)
- La Chambre mandarine (in L’Avant-scène Théâtre no 553, 12/1974)
- La Louve (in L’Avant-scène Théâtre no 592, 08/1976)
- Le Corbeau et la grue (in L’Avant-scène Théâtre no 609, 01/05/1977)
- Le Nouveau Nez (in L’Avant-scène Théâtre no 634, 15/09/1978)
- Les Bâtards (Librairie Théâtrale, 1979)
- Princesse Baraka (Librairie Théâtrale, 1995, d’après L'Argent de la vieille de Luigi Comencini)

### Article
- « Piège pour une femme de paille seule ». L’Avant-scène Théâtre, 15 juillet 1976, no 591, p. 34.